# Zwarte koekoekswouw
De zwarte koekoekswouw (Aviceda leuphotes) is een vogel uit de familie van de havikachtigen (Accipitridae).

## Verspreiding en leefgebied
Deze soort komt wijdverspreid voor in Azië en telt voier ondersoorten:
- A. l. syama: van de centrale Himalaya tot zuidelijk China en noordelijk Myanmar.
- A. l. leuphotes: zuidwestelijk India tot zuidelijk Myanmar en westelijk en zuidelijk Thailand.
- A. l. andamanica: de Andamanen.

## Status
De grootte van de populatie is in 2008 geschat op 10-50 duizend volwassen vogels. Op de Rode lijst van de IUCN heeft deze soort de status niet bedreigd.